# Västergrunden (vid Högsåra, Kimitoön)
Västergrunden är klippor i Finland.   De ligger i kommunen Kimitoön i landskapet Egentliga Finland, i den södra delen av landet, 150 km väster om huvudstaden Helsingfors.
Terrängen runt Västergrunden är platt. Havet är nära Västergrunden åt nordväst.  Närmaste större samhälle är Dragsfjärd, 14,8 km nordost om Västergrunden. 